# Conor McMenamin
Conor McMenamin (ur. 24 sierpnia 1995 w Downpatrick) – północnoirlandzki piłkarz występujący na pozycji napastnika w szkockim St. Mirren F.C.

## Kariera klubowa
Karierę piłkarską rozpoczął w 2013 w Linfield F.C. W sezonie 2014/15 roku grał na zasadzie wypożyczenia w Loughgall F.C. Następnie występował w Glentoran F.C., Warrenpoint Town F.C. i Cliftonville F.C. 31 stycznia 2021 wrócił do Glentoranu. 6 lipca 2023 podpisał kontrakt z szkockim St. Mirren F.C..

## Kariera reprezentacyjna
W reprezentacji Irlandii Północnej zadebiutował 5 lipca 2022 w zremisowanym 0:0 meczu Ligi Narodów z Cyprem. 14 października 2023 strzelił swoją pierwszą bramkę w meczu z San Marino.

## Sukcesy
Linfield
- County Antrim Shield: 2013/14

Glentoran
- NIFL Charity Shield: 2015/16

Warrenpoint Town
- NIFL Championship: 2016/17

Cliftonville
- County Antrim Shield: 2019/20